# Exèrcit de l'Ebre
L'Exèrcit de l'Ebre va ser una unitat militar de l'Exèrcit Popular de la República que va participar en la Guerra Civil Espanyola. Aquest exèrcit és conegut per haver estat l'encarregat de llançar l'ofensiva de l'Ebre, participant posteriorment en la campanya de Catalunya. Va estar al comandament del coronel Juan Modesto Guilloto León.

## Orígens
L'abril del 1938 es va crear l'«Agrupació Autònoma de l'Ebre», una formació per a agrupar les unitats republicanes que havien quedat aïllades al nord de l'Ebre. L'Agrupació de l'Ebre s'encarregaria de defensar la franja de l'Ebre de possibles penetracions franquistes, a pesar que Franco ja havia optat per dirigir-se cap a València per a evitar una intervenció francesa si aquest llançava una campanya a Catalunya. No obstant això, les forces republicanes es reorganitzen i es crea un nou Cos d'Exèrcit, el XV Cos d'Exèrcit, quedant així establertes les forces de l'Agrupació de l'Ebre. La nova reorganització va requerir importants lleves i crida de reservistes per a cobrir les pèrdues ocorregudes durant la retirada d'Aragó, la coneguda com «Quinta del biberó».
Com estava previst, el comandament de la nova agrupació va recaure en Juan Guilloto León «Modesto», que va formar la seva nova caserna general amb veterans del V Cos. El seu cap d'Estat Major continuava sent el major d'enginyers José Sánchez Rodríguez, mentre que el càrrec de comissari l'ostentava Luis Delage García, que també ho havia estat en el V Cos. El nou «XV Cos» va rebre les divisions 35a, 3a i 42a —abans denominada Divisió «C»—, mentre que els cossos XII i XVIII també van rebre forts reforços en homes i material (ja que la frontera francesa s'havia tornat a obrir per al trànsit d'armament soviètic). El 29 de maig quedava creat l' Exèrcit de l'Ebre heretant les unitats de l'antiga Agrupació de l'Ebre i integrant al XII Cos d'Exèrcit. Així doncs, quedava organitzat amb 3 cossos d'exèrcit, 9 divisions i 29 brigades mixtes, sota el suport de 120 blindats i carros de combat així com de 200 peces d'artilleria de campanya i cobertura d'equips antiaeris. Tot aquest material havia arribat després de la reobertura de la frontera francesa el 17 de març i havia estat vital per a la reconstitució de les forces republicanes, a pesar que havia estat tancada de nou a mitjan juny.

## Historial d'operacions

### Batalla de l'Ebre
Després de l'arribada de les tropes revoltades al Mediterrani (a Vinaròs), el territori controlat pel govern republicà ha quedat partit en dos. Les tropes que s'han retirat d'Aragó i d'altres punts del sud d'Aragó han retrocedit fins al marge esquerre de l'Ebre, per la qual cosa, en aquestes condicions, la pressió militar exercida sobre València i en general sobretot el Llevant es fa insostenible, ja que les tropes franquistes tracten per tots els mitjans d'eixamplar el tascó que separa totes dues zones en poder dels republicans. A la vista de la situació, el general Vicent Rojo, cap de l'Estat Major Central republicà, dissenya un pla per a obligar els revoltats a distreure forces de l'atac a València i així alleujar la situació de l'exèrcit de Llevant. El pla de Rojo consisteix a llançar una ofensiva, massiva i per sorpresa, sobre les forces revoltades que guarneixen el marge dret del riu Ebre. L'operació va constituir un fet audaç i sorprenent, ja que en els tractats de tàctica militar els rius cabalosos com l'Ebre eren considerats poc menys que barreres infranquejables.

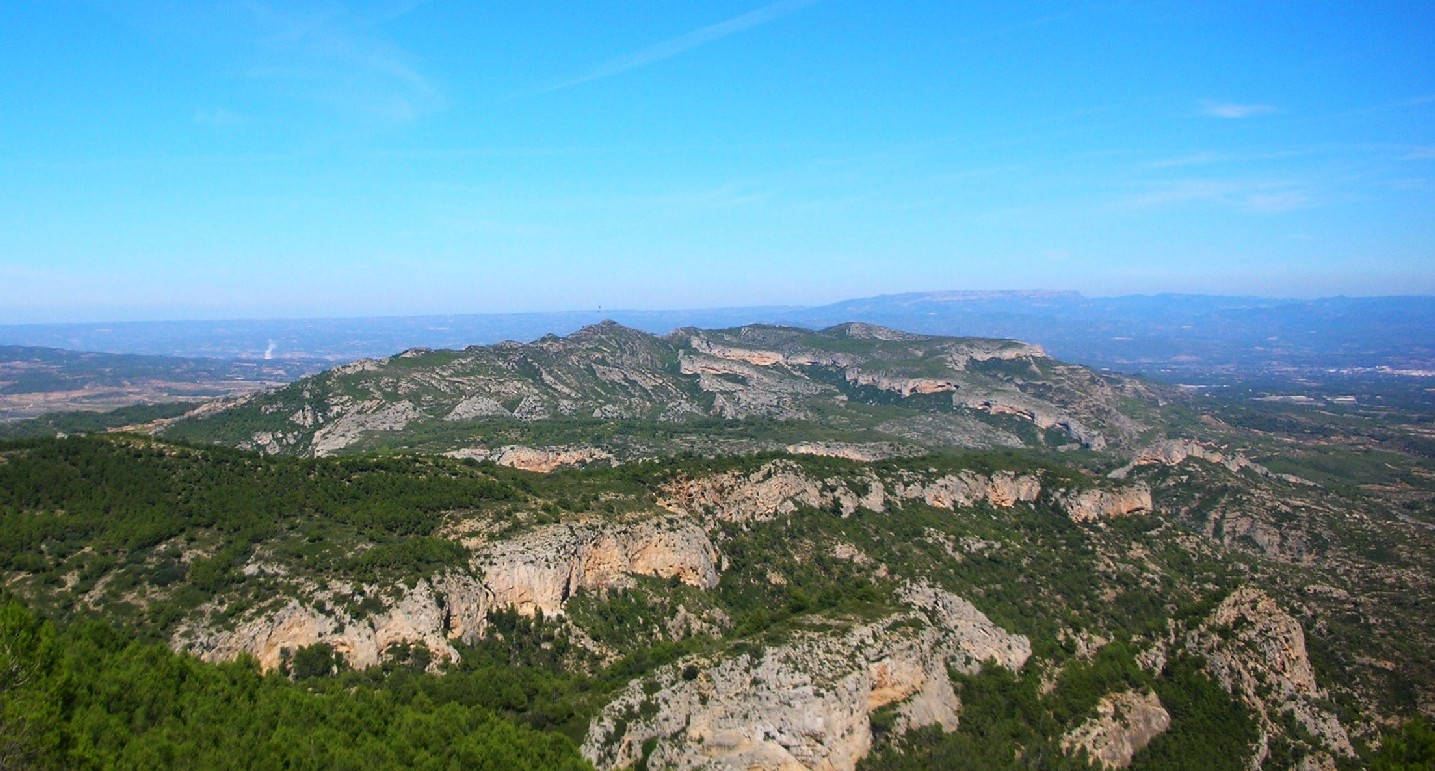
Vista de la Serra de Pàndols, lloc on es van lliurar acarnissats combats durant la Batalla de l'Ebre.

Amb un dia de retard sobre el pla previst, l'ofensiva comença poc abans de les 00.00 h. del 25 de juliol. El principal encreuament del riu va ser realitzat per les forces del V Cos d'Exèrcit (Líster) i el XV Cos (Tagüeña) en la zona compresa entre Riba-roja d'Ebre, Flix i Ascó. Aquestes forces compten amb suport d'artilleria i en ràpid avanç, encara amb falta de transport motoritzat, ocupen en els dos dies següents les serres de la Fatarella, Pàndols i Cavalls, i aconsegueixen arribar als voltants de Gandesa i Vilalba dels Arcs, establint la que seria la línia de màxima penetració de l'exèrcit republicà.
Així mateix, i a fi de distreure l'atenció de l'enemic, es van realitzar altres dos passos menors: Un pel nord, a càrrec de la 42a Divisió, que amb 9.500 homes travessa el riu entre Mequinensa i Faió, aconseguint establir un cap de pont i arribar fins als Alts dels Auts, tallant la carretera que uneix Faió amb Mequinensa. I un altre pel sud, en el sector d'Amposta a càrrec de la 45a Divisió. Aquest encreuament de forces va resultar fallit, en ser prematurament descobert pels revoltats, i va provocar greus pèrdues a la 45a Divisió després de retirar-se. No obstant això l'èxit inicial, els problemes d'aprovisionament i d'encreuament per a noves tropes s'incrementen, a causa del contraatac dels revoltats i a la presència de l'aviació de la Legió Còndor, que efectua atacs massius sobre els mitjans de pas del riu, sense altra resposta que la de l'artilleria antiaèria, atès que, inexplicablement, les unitats aèries de la República van trigar més de dos dies a actuar. Es va arribar a proposar el bombardeig de Gandesa per l'aviació republicana, però aquest tampoc es va dur a terme. Un altre problema afegit és l'obertura pels revoltats, informats per un enginyer de la companyia hidroelèctrica, de les comportes dels embassaments de Tremp i Camarasa, situats aigües amunt a la província de Lleida. L'obertura de comportes provoca una gran crescuda del riu que arrossega homes, camions i passarel·les que salten per l'aire, tant per la força de l'aigua com pel xoc de troncs amb explosius adossats llançats per les forces revoltats. Malgrat tot, els enginyers republicans adquiriran una gran pràctica a l'hora de reconstruir passarel·les.
Al llarg de tota la batalla, encara que hi haurà nombrosos bombardejos i atacs contra les passarel·les, la capacitat dels enginyers republicans minimitzarà l'efecte d'aquests, a més de la defensa antiaèria republicana, que durant la batalla de l'Ebre aconsegueix la seva maduresa. Després de mesos de combats, els revoltats només havien avançat un parell de quilòmetres i establert un petit tascó dins del territori republicà, que originalment aquests havien reconquerit el mes de juliol.
Però el 30 d'octubre va començar la contraofensiva final dels franquistes a l'Ebre. El punt d'atac estava en el pas d'un quilòmetre i mig d'amplària al nord de la Serra de Cavalls. Durant 3 hores, després del començar el dia, les posicions republicanes van ser sotmeses al bombardeig de 175 bateries dels revoltats i més de 100 avions. La batalla en els cims de Cavalls es va prolongar durant tot el dia, però, a la nit, aquelles muntanyes havien caigut en mans dels revoltats i amb elles 19 posicions fortificades i tota la xarxa de defenses republicanes. La caiguda de Cavalls va suposar un dur cop per a la República, ja que aquelles posicions dominaven tota la regió.

### Els republicans tornen a travessar el riu

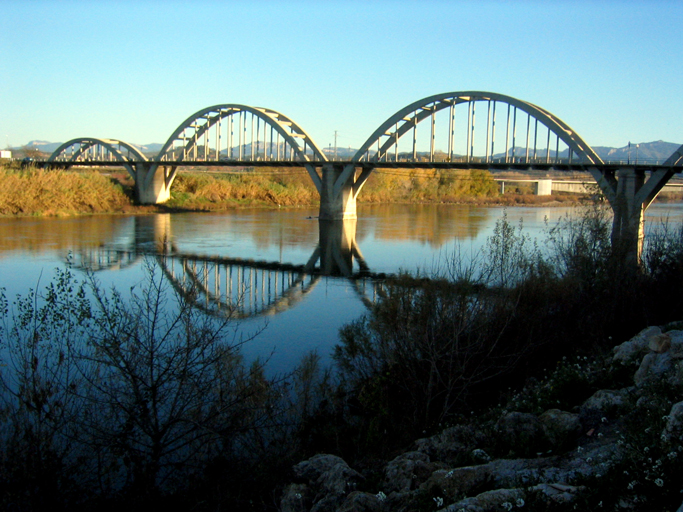
Pont metàl·lic de Móra d'Ebre. Va ser reconstruït després de la guerra.

La nit de l'1 al 2 de novembre van ser assaltades les altures de «Pàndols», l'única cota de terreny que romania encara en mans de la República. El dia 3, avançant a través de Pinell, les forces de Yagüe van arribar al riu Ebre i amb això complien un dels seus objectius pendents des que comencés la batalla. Tot el flanc sud republicà es va ensorrar i les forces de Líster van haver de travessar el riu, al mateix temps que el 7 queia Móra la Nova. Els nacionalistes van llançar un atac massiu contra un altell conegut com a «Picosa», on els republicans s'havien atrinxerat amb gran habilitat. No obstant això, després de la caiguda de «Picosa», l'escomesa dels blindats nacionalistes va acabar de convèncer a la República que la batalla de l'Ebre estava perduda.
El 10 de novembre només quedaven sis bateries republicanes a l'oest de l'Ebre, i les últimes posicions republicanes van ser abandonades deliberadament. Les últimes operacions militars es van realitzar al mateix temps que queien les primeres nevades, en un camp de batalla que, abans, la calor d'agost havia fet intolerable. Al caient de la tarda del 15 de novembre, sota les ordres de Manuel Tagüeña Lacorte, tot està preparat a Flix per al creuament del riu (aquesta vegada en sentit invers) de les tropes republicanes que s'han anat replegant i a dos quarts de cinc de la matinada, ja dia 16, els últims combatents republicans de l'Ebre han creuat al marge esquerre. Després d'haver evacuat el material de guerra i als últims soldats, Tagüeña va ordenar volar el pont de ferro de Flix. Yagüe va entrar a Riba-roja de Túria el 18 de novembre, tornant a reconstituir la línia defensiva que els republicans havien trencat el 25 de juliol.

### Ofensiva del Segre
Els combats de l'Ebre van deixar molt infringides a les forces republicanes, sobretot a hores d'ara de la guerra en què era molt difícil reposar material bèl·lic i homes perduts. El 23 de desembre de 1938 les tropes franquistes van començar el seu atac al llarg dels rius Segre i Noguera Pallaresa, trencant el front republicà aquest mateix dia. Per a evitar una penetració massiva d'atacants, el govern de la República va enviar al V Cos d'Exèrcit sota el comandament d'Enrique Líster, qui va contenir l'ofensiva durant 12 dies, evitant que les tropes franquistes penetressin massivament pel vèrtex dels rius Ebre i Segre. La crescuda del cabal de l'Ebre impedeix que les tropes marroquines del general Juan Yagüe travessin el riu i, d'aquesta manera, que s'ataqui el sector sud de les defenses republicanes.
L'atac dels revoltats es va estancar fins que, el 3 de gener de 1939, un atac de carros de combats va forçar una retirada republicana, mentre que aquest mateix dia les unitats franquistes de Yagüe aconsegueixen creuar l'Ebre i van atacar als republicans pel flanc sud, amenaçant-los amb un gran cèrcol. L'endemà els rebels ataquen la població de les Borges Blanques, trencant de nou el front i causant una retirada transformada en fugida que la destresa de Líster va poder contenir momentàniament. El 5 de gener cauen les Borges Blanques i Artesa de Segre en poder dels rebels, i la retirada republicana va deixar exposat un gran sector del front. Les tropes republicanes que encara defensaven aquest vèrtex entre l'Ebre i el Segre es retiren ràpidament davant l'amenaça de quedar voltades, mentre els franquistes van fixar un cap de pont a Ascó.

### La retirada a la frontera francesa
Després de la dura resistència al front del Segre, quedava oberta la retirada, que ja no es detindria fins a la frontera francesa. Així, l'Exèrcit de l'Ebre va cobrir la retirada per la zona costanera fins a aconseguir Barcelona (on es pretenia organitzar una resistència evocant a Madrid en 1936), de la qual van acabar retirant-se les unitats com l'11a Divisió i els Cossos d'Exèrcit V i XV. La veritat és que per a aquestes dates l'Exèrcit de l'Ebre era més una unitat sobre el paper que a l'hora de combatre: es trobava molt minvat en efectius tant humans com materials, si bé va mantenir una dura resistència en la mesura de les seves possibilitats. En una de les últimes pàgines del seu diari, el president Azaña relata una visita efectuada per ell a la Caserna General de Juan Hernández Saravia:
| «                                                | «Enorme desastre. Ha desaparegut l'Exèrcit. Els de l'Ebre gairebé sense combatre. Pitjor que això d'Abril» | » |
| — Manuel Azaña, Diarios de Azaña, Vol. IV, p. 90 | |   |

Al començament de febrer, les restes de l'Exèrcit de l'Ebre van arribar al nord de Catalunya, on van intentar organitzar una línia de defensa aprofitant el nou material militar que estava arribant a l'altre costat de la frontera francesa. L'estratègia era: resistir fins que esclatés en Europa la guerra entre el feixisme i la resta dels països, per a així forçar a altres nacions a entrar en el conflicte. Modesto pretenia evacuar a França les restes de l'Exèrcit de l'Ebre per a, una vegada allí, traslladar-los a la zona central per a continuar la lluita, encara que va ser una idea completament fora de lloc per a les circumstàncies reals. Entre el 5 i el 10 de febrer la majoria de les últimes unitats de l'Exèrcit de l'Ebre van travessar la frontera. Allí les restes de l'atrotinat exèrcit van ser desarmades i internats en camps de concentració, desapareixent finalment.

## Comandaments
Comandants
- coronel de milícies Juan Modesto Guilloto León;[28]

Comissaris polítics
- Luis Delage García, del PCE;[29][30]

Caps d'Estat Major
- coronel d'enginyers José Sánchez Rodríguez;[31][32]
- 2.° cap d'Estat Major: capità d'infanteria Enrique Fábregas Carrión;
- 1a Secció: major de milícies Benjamín J. Iseli Andrés;
- 2a Secció: capità de milícies Pedro Martínez Martínez;
- 3a Secció: capità d'artilleria Manuel Balanzat Cuartero;
- 4a Secció: comandant d'intendència Antonio Sanz Neira;
- 5a Secció: capità de milícies Pedro Benito;

Comandant general d'artilleria
- tinent coronel d'artilleria Manuel Goiri García;[33]

Comandant general d'enginyers
- tinent coronel d'enginyers Ovidio Botella Pastor;[33]

## Ordre de batalla
El 25 de juliol de 1938, abans de llançar-se l'ofensiva republicana sobre l'Ebre, aquest era l'ordre de combat de les forces que componien l'Exèrcit de l'Ebre:

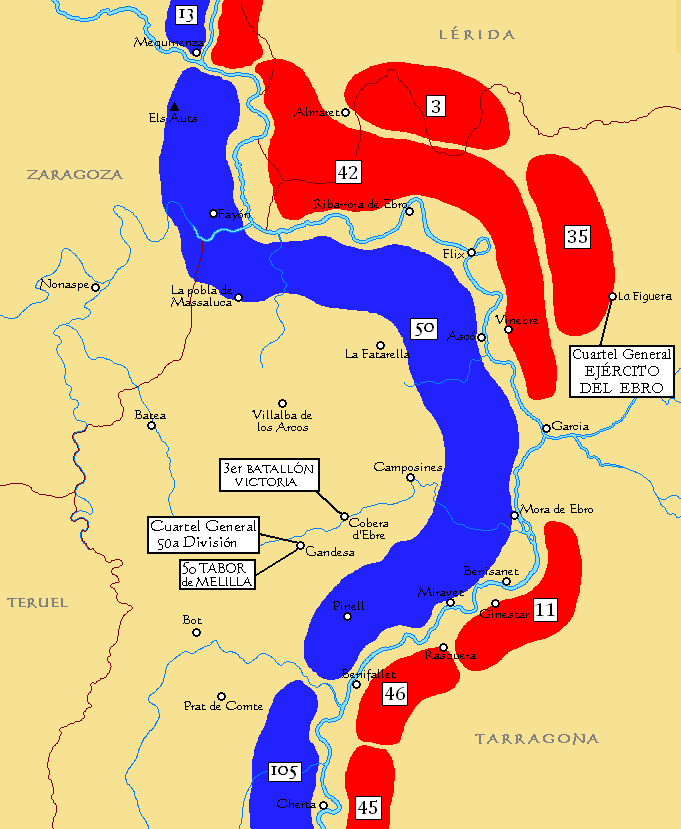
Distribució de les forces de l'Exèrcit de l'Ebre a les 00.15 del 25 de juliol.

- El XV Cos d'Exèrcit, dirigit pel tinent coronel Manuel Tagüeña Lacorte i compost per les següents divisions:
- 35a Divisió internacional als ordes del major Pedro Mateo Merino (amb les brigades XI, XIII i XV);
- 3a Divisió, als ordes del major Esteban Cabezos Morente (amb les brigades 31a, 33a i 60a brigades);
- 42a Divisió, sota el comandament del major Manuel Álvarez Álvarez (amb les brigades 226a, 227a i 59a);

- El V Cos d'Exèrcit, a les ordres del tinent coronel Enrique Líster i compost per les següents divisions:
- La 11a Divisió al comandament del major Joaquín Rodríguez (amb les brigades 1a, 9a i 100a);
- La 46a Divisió al comandament del major Valentín González «El Pagès» (amb les brigades 10a, 37a i 101a);
- La 45a Divisió internacional al comandament del tinent coronel Hans Kahle (amb les brigades XII, la XIV i la CXXIX);

- El XII Cos d'Exèrcit, a les ordres del tinent coronel Etelvino Vega Martínez i compost per:
- La 16a Divisió, al comandament del major Manuel Mora (amb les brigades 23a, 24a i 149a);
- La 44a Divisió, al comandament de Ramón Pastor Llorens (amb les brigades 140a, 144a i 145a);
- La 56a Divisió, al comandament del tinent coronel Ricardo Gómez García (amb les brigades 56a, 3a i 179.ª);

A més d'aquestes forces principals, van actuar dins o com a suport de l'Exèrcit de l'Ebre el XVIII Cos d'Exèrcit (a les ordres del tinent coronel José del Barrio i que va actuar com a reserva tàctica), així com el 3.er Regiment de cavalleria, una agrupació d'artilleria antiaèria, una secció de tancs i nombrosos pontons i mitjans de pas.

## En la cultura popular
El «Paso del Ebro» (també coneguda com «El Ejército del Ebro» o «¡Ay, Carmela!») és una cançó anarquista de la Guerra Civil Espanyola, composta originalment en 1808 contra la invasió francesa en la Guerra del francès i recuperada pels soldats del costat republicà en la guerra civil. Va ser per aquesta cançó que la fama de l'Exèrcit de l'Ebre va arribar a tota la població tant d'un com d'un altre bàndol.